# Carurú
Carurú es un municipio colombiano ubicado en el departamento del Vaupés. Tiene 3.242 habitantes, de los cuales 635 viven en el área urbana. Se encuentra a una altitud de 185 m s. n. m., registrando una temperatura promedio de 28 °C. Su territorio corresponde a la Amazonía colombiana, y está caracterizado por bosques densos. Posee un centro poblado: Bocas de Arara. 

## Historia
Inicialmente, Carurú fue un corregimiento creado y delimitado geográficamente mediante el Decreto Comisarial número 28 del 10 de marzo de 1967 y aprobado por Resolución n.º 000403 del 30 de mayo de 1967, emanada del Ministerio de Gobierno. El 7 de agosto de 1993 fue elevado a la categoría de municipio mediante ordenanza número 03, expedida por la Asamblea Departamental del Vaupés. 

## Economía
Se basa en la caza, la pesca y la explotación forestal, y el de envío de remesas del exterior.

## Vías de comunicación
No hay acceso al municipio por vía terrestre, solo por vía aérea (desde Villavicencio y Mitú) y por vía fluvial (por el río Vaupés).

## Estructura organizacional municipal
| Carurú       | Carurú      | Carurú                     |
| Departamento | Código DANE | Categoría municipal (2023) |
| ------------ | ----------- | -------------------------- |
| Vaupés       | 97161       | Sexta                      |

- Personería: Es un centro del Ministerio Público de Colombia que ejerce, vigila y hace control sobre la gestión de las alcaldías y entes descentralizados; velan por la promoción y protección de los derechos humanos; vigilan el debido proceso, la conservación del medio ambiente, el patrimonio público y la prestación eficiente de los servicios públicos, garantizando a la ciudadanía la defensa de sus derechos e intereses.

- Concejo Municipal: Es la suprema autoridad política del municipio. En materia administrativa sus atribuciones son de carácter normativo. También le corresponde vigilar y hacer control político a la administración municipal. Se regulan por los reglamentos internos de la corporación en el marco de la Constitución Política Colombiana (artículo 313) y las leyes, en especial la Ley 136 de 1994 y la Ley 1551 de 2012.

- Alcaldía Municipal: En esta se encuentra la administración municipal y las entidades descentralizadas del municipio.

El Alcalde se pronuncia mediante decretos y se desempeña como representante legal, judicial y extrajudicial del municipio. El actual Alcalde municipal es José Fandiño Rodriguez (2024-2027), elegido por voto popular.
- 'JAL'.